# Xfinity 500
Das Xfinity 500 ist ein Rennen der NASCAR Cup Series das jährlich auf dem Martinsville Speedway in Martinsville, Virginia stattfinden. Das andere ist das Goody’s Fast Pain Relief 500. Es fand erstmals 1950 statt und ist somit eines der ältesten und traditionsreichsten Rennen des heutigen Sprint Cup. Zu Beginn trug das Rennen noch gar keinen Namen. Erst 1955 erhielt es einen Sponsor mit Old Domination, welcher bis 1982 und dann wieder 2001 und 2002 das Rennen sponserte.

## Sieger
- 2019:  Martin Truex junior
- 2018:  Joey Logano
- 2017:  Kyle Busch
- 2016:  Jimmie Johnson
- 2015:  Jeff Gordon
- 2014:  Dale Earnhardt junior
- 2013:  Jeff Gordon
- 2012:  Jimmie Johnson
- 2011:  Tony Stewart
- 2010:  Denny Hamlin
- 2009:  Denny Hamlin
- 2008:  Jimmie Johnson
- 2007:  Jimmie Johnson
- 2006:  Jimmie Johnson
- 2005:  Jeff Gordon
- 2004:  Jimmie Johnson
- 2003:  Jeff Gordon
- 2002:  Kurt Busch
- 2001:  Ricky Craven
- 2000:  Tony Stewart
- 1999:  Jeff Gordon
- 1998:  Ricky Rudd
- 1997:  Jeff Burton
- 1996:  Jeff Gordon
- 1995:  Dale Earnhardt
- 1994:  Rusty Wallace
- 1993:  Ernie Irvan
- 1992:  Geoff Bodine
- 1991:  Harry Gant
- 1990:  Geoff Bodine
- 1989:  Darrell Waltrip
- 1988:  Darrell Waltrip
- 1987:  Darrell Waltrip
- 1986:  Rusty Wallace
- 1985:  Dale Earnhardt
- 1984:  Darrell Waltrip
- 1983:  Ricky Rudd
- 1982:  Darrell Waltrip
- 1981:  Darrell Waltrip
- 1980:  Dale Earnhardt
- 1979:  Buddy Baker
- 1978:  Cale Yarborough
- 1977:  Cale Yarborough
- 1976:  Cale Yarborough
- 1975:  Dave Marcis
- 1974:  Earl Ross
- 1973:  Richard Petty
- 1972:  Richard Petty
- 1971:  Bobby Isaac
- 1970:  Richard Petty
- 1969:  Richard Petty
- 1968:  Richard Petty
- 1967:  Richard Petty
- 1966:  Fred Lorenzen
- 1965:  Junior Johnson
- 1964:  Fred Lorenzen
- 1963:  Fred Lorenzen
- 1962:  Nelson Stacy
- 1961:  Joe Weatherly
- 1960:  Rex White
- 1959:  Rex White
- 1958:  Fireball Roberts
- 1957:  Bob Welborn
- 1956:  Jack Smith
- 1955:  Speedy Thompson
- 1954:  Lee Petty
- 1953:  Jim Paschal
- 1952:  Herb Thomas
- 1951:  Frank Mundy
- 1950:  Herb Thomas